# Haarby
Haarby (duń. Hårby) – miasto w Danii, na wyspie Fionia. Dawniej należało do gminy Haarby, a od reformy administracyjnej w 2007 znajduje się w gminie Assens.
Liczba mieszkańców w 2006 wynosiła 2 386.